# 潜在精巣
潜在精巣（せんざいせいそう、英: cryptorchidism）とは、精巣の下降が不完全で鼠径管ないし腹腔内に停留し、陰嚢内に納まっていない状態のことを言う。停留精巣（ていりゅうせいそう）、陰睾、停留睾丸とも呼ばれる。潜在精巣では精巣が高い温度条件下にあるため、正常な精子を生産することができず、精巣のアンドロゲン分泌機能も阻害される傾向にある。したがって、両側性の潜在精巣である場合は生殖能力がないのに対し、片側性の場合は生殖能力は低下するものの、完全に失われるわけではない。

## ヒトにおける停留精巣
新生児の4.1%〜6.9%に発生し、特に低体重児では19.8%〜22.5%と高頻度に発生する。生後半数以上が自然降下するが、その時期はほとんど生後3ヵ月以内。生後6ヵ月までは自然降下を期待して経過観察とするが、将来の妊孕性を考慮し、1歳前後、遅くとも2歳までに精巣固定術を行う。腹部に停留している場合、90%は思春期までに精細胞が完全に消滅する。しかしながら陰嚢上部に留まれば20%程度の消滅にとどまり、停留部位によって危険性は異なる。
下垂体性性ホルモン欠損症例ではhCG/GnRHによるホルモン療法で精巣の下降が期待できる場合もある。また、多くの場合において第二次性徴は普通に発来するが、一部に遅延する症例も見られる。
また、外科的な精巣固定手術のみではなく、hCG/hMG、テストステロンなどによるホルモン療法が必要になる事が多い。なお、停留精巣の者は、精巣固定手術の実施の有無にかかわらず、精巣腫瘍を発症するリスクが一般男性と比べ3倍～14倍と高い。

## 獣医学領域における潜在精巣

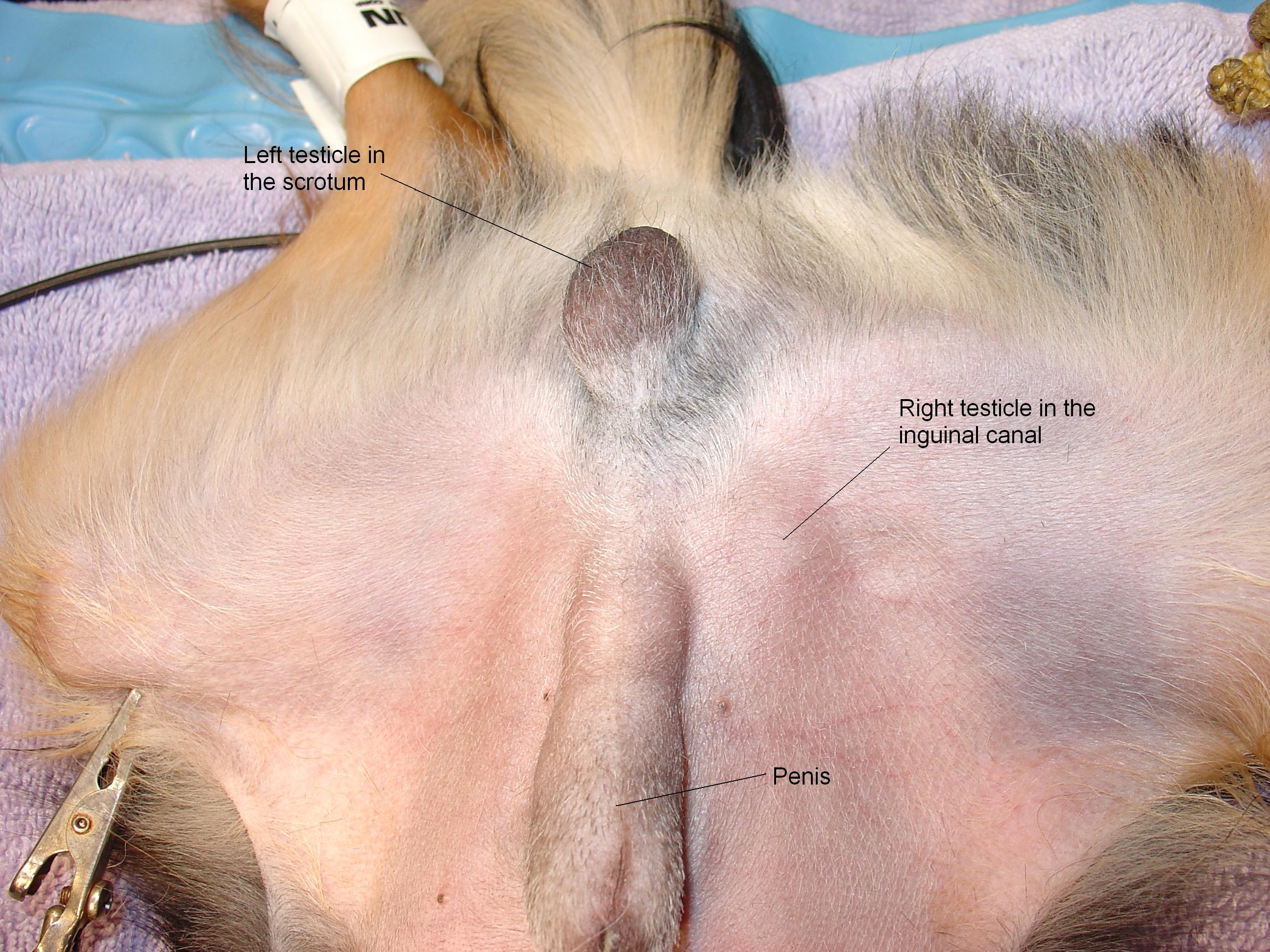
チワワの潜在精巣

ウマ、ブタ、イヌで多くみられ、ヒツジ、ヤギにもみられ、ウシで少なく、ネコではまれ。イヌではセルトリ細胞腫の素因となることが知られているため、潜在精巣の早期の摘出が推奨される。潜在精巣は遺伝的要因によることが示唆されているため、生殖能力を失っていなくても繁殖に供用するべきではない。ゾウやクジラでは精巣下降は起こらず、精巣は腹腔内に留まったままであるが、このことが生殖能力に障害をもたらすことはない。